# Cortodera umbripennis
Cortodera umbripennis là một loài bọ cánh cứng trong họ Cerambycidae.